# Phaonia brunneipalpis
Phaonia brunneipalpis este o specie de muște din genul Phaonia, familia Muscidae, descrisă de Mou în anul 1986. Conform Catalogue of Life specia Phaonia brunneipalpis nu are subspecii cunoscute.